# Soviet Suprem de la Unió Soviètica
El Soviet Suprem de l'URSS (en rus Верховный Совет СССР, Verkhovni Soviet SSSR) era l'òrgan federal legislatiu de la Unió Soviètica, compost de 2 assemblees renovables cada quatre anys:
- El Soviet de la Unió, que comprenia un diputat per cada nombre fix d'habitants (300.000) i constava de 791 integrants, elegits per sufragi universal.
- El Soviet de les Nacionalitats o Nacions, que constava d'un nombre variable de membres: entre 625 i 750 diputats representants de les repúbliques i de les repúbliques autònomes, així com de les àrees o circumscripcions nacionals. S'elegien 32 diputats per cada república federal, 11 per república autònoma, 5 per regió autònoma i 1 per districte nacional.

Ambdues cambres gaudien dels mateixos poders i la majoria simple era la requerida en les votacions per arribar a acords vàlids. Els conflictes entre cambres eren resolts per una Comissió Mixta i, si no s'arribava a cap acord, el Presídium dissolia el Soviet i convocava eleccions.
L'any 1989 hi havia 750 membres a cada cambra. El Soviet Suprem es reunia regularment dos cops a l'any, tot i que es podien convocar sessions extraordinàries. El Presídium gestionava les operacions quotidianes del Soviet Suprem fora de les sessions. El Presídium estava integrat per 15 vicepresidents, que representaven cadascuna de les 15 Repúbliques Soviètiques, per un Primer vicepresident i per 21 membres.
Cadascuna de les 15 Repúbliques tenia també el seu propi Soviet Suprem, una institució monocameral. Tots funcionaven amb unes regles similars. El mateix passava amb les Repúbliques Autònomes.
El Soviet Suprem va dissoldre oficialment l'URSS i a si mateix en una sessió històrica celebrada el 26 de desembre de 1991. L'URSS va deixar d'existir com a tal i les 15 Repúbliques Soviètiques varen iniciar un nou camí com a països independents.
El Soviet Suprem de la República de Rússia i el Congrés de Diputats del Poble de la República de Rússia varen ésser els òrgans legislatius russos fins a la seva dissolució amb motiu de la crisi constitucional de l'any 1993.